# Gillian Gowers
Gillian Gowers (* 9. April 1964 in Horfield) ist eine ehemalige Badmintonspielerin aus England.

## Karriere
Ihr erster großer Erfolg war der Gewinn der Bronzemedaille bei der Badminton-Weltmeisterschaft 1985 im Mixed zusammen mit Nigel Tier.
Sie gewann die Canada Open mehrfach,
und zwar 1984 und 1991 jeweils das Damen-Doppel und das Mixed. Bei den ersten Singapur Open gewann sie zusammen mit Gillian Clark die Doppelkonkurrenz bei den Damen. Diesen Erfolg konnten beide 1992 wiederholen.
1992 nahm sie an den Olympischen Sommerspielen in Barcelona teil, konnte dort aber keine Medaille gewinnen. Dafür gewann sie im Jahr darauf in New Delhi zusammen mit Peter Axelsson den Badminton World Cup im Mixed.
Auf nationaler Ebene wurde sie mehrfach Meisterin im Damendoppel (1985–1991, 1993 und 1994) und in der Mixed-Konkurrenz (1986, 1988, 1991) mit unterschiedlichen Partnern.